# Alter Friedhof Friedrichsfelde
Der Alte Friedhof Friedrichsfelde ist ein Begräbnisplatz in der Marzahner Chaussee 20 im Berliner Ortsteil Friedrichsfelde des Bezirks Lichtenberg. Er ist gemeinsam mit der 1888 dort errichteten Friedhofskapelle ein Flächendenkmal. Er wird vom Evangelischen Friedhofsverband Berlin Süd-Ost verwaltet.

## Geschichte
Die damalige Landgemeinde Rosenfelde (seit 1699: Friedrichsfelde) entstand im 13. Jahrhundert und errichtete an der Dorfstraße (heute Alfred-Kowalke-Straße) eine Kirche. Bestattungen fanden – wie damals üblich – auf dem die Kirche umgebenden Kirchhof statt. Etwa ab 1780 wurden die Verstorbenen der Gemeinde auf einem damals freien Feld nordöstlich des Siedlungsgebietes beigesetzt. Zu Beginn der 1820er Jahre entwickelte sich dieser Friedhof wegen der starken Zunahme der Einwohnerzahl Friedrichsfeldes schnell, erhielt ein Wegenetz und bald auch eine Trauerhalle. Auf dem Friedhof finden sich heute noch Grabinschriften von Beisetzungen der 1820er Jahre (1825, 1827).

## Beschreibung

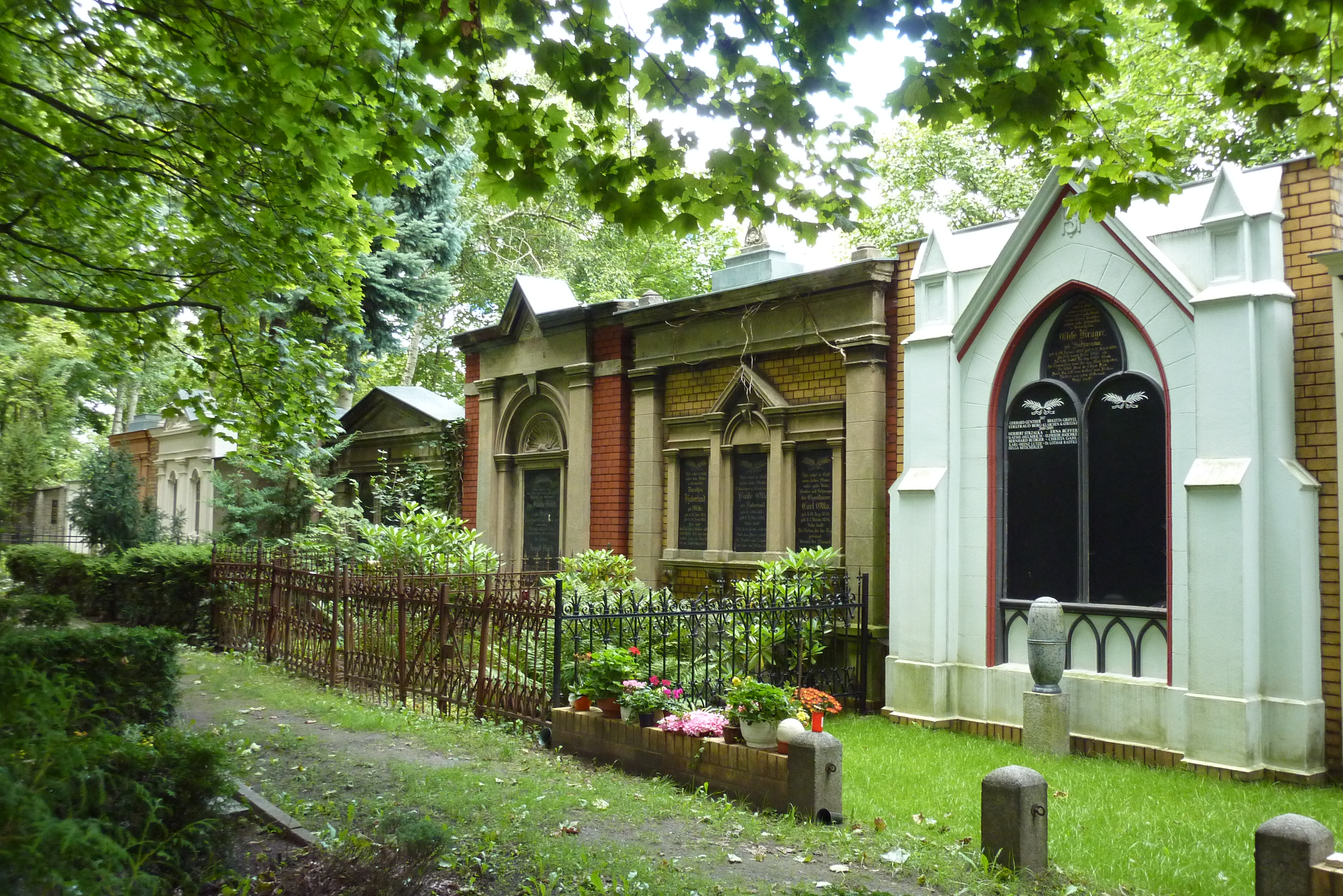
Gräberwand an der Ostmauer

Die 20.000 m² große Friedhofsfläche hat eine dreieckige Form. Die äußeren Grenzen bilden die Marzahner Chaussee (nordwestlich), die Gensinger Straße (nördlich) und die Kleingartenanlage Akazienwäldchen im Süden. Der Friedhof hat zwei Zugänge: einen in der Marzahner Chaussee in Höhe der Seddiner Straße (nordwestlich, nur über eine Metalltreppe fußläufig erreichbar) und einen zweiten im Süden, dessen Zufahrtsstraße in Höhe des Hohenschönhauser Wegs von der Marzahner Chaussee abzweigt. Letzterer ist breit und barrierefrei.

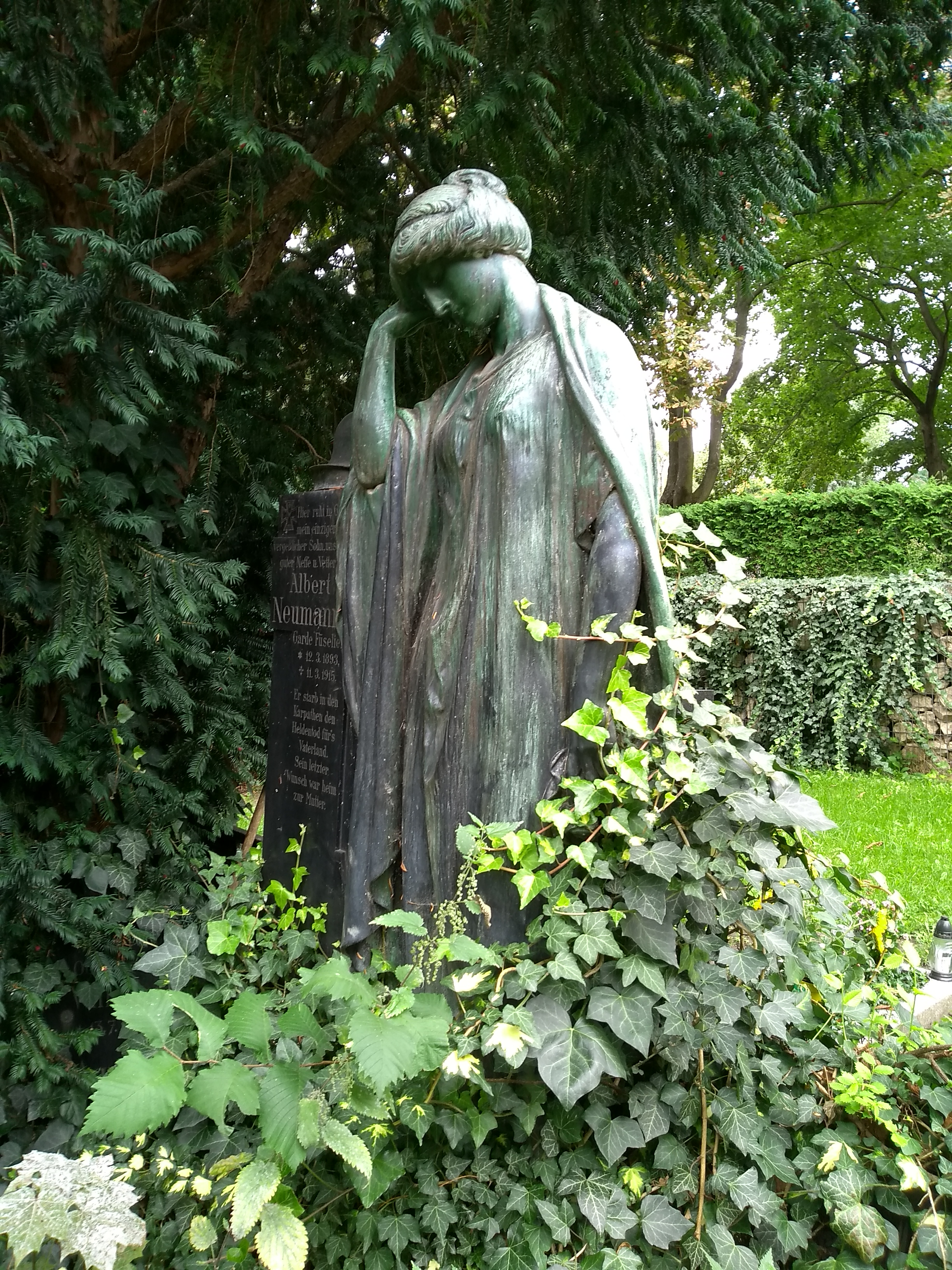
Grab Albert Neumann

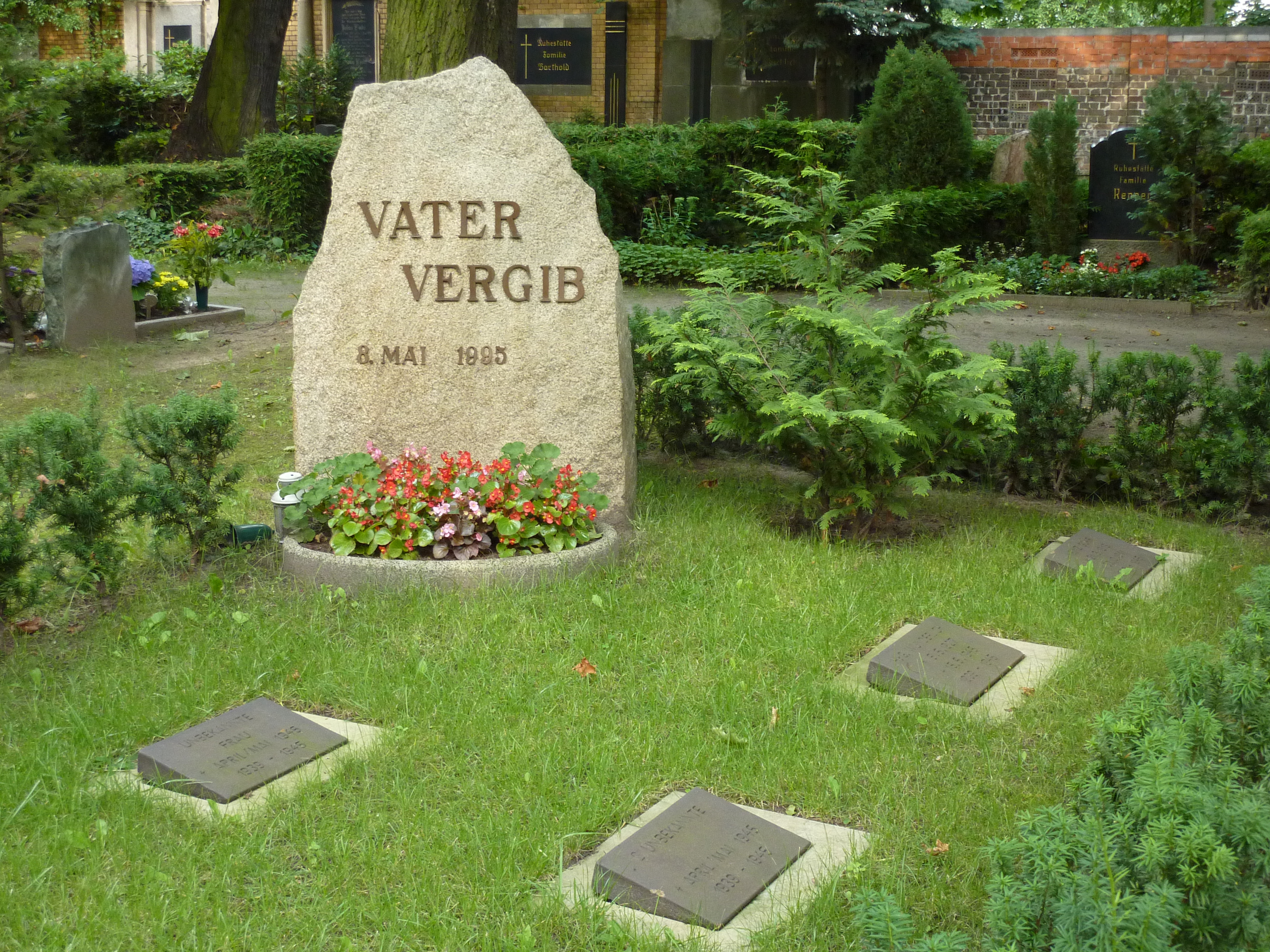
Kriegsgedenkstätte

Der Friedhof ist in Form eines Alleequartierfriedhofs parkähnlich angelegt. Seine Nordseite liegt auf einer natürlichen Anhöhe, die nach Süden hin sanft abfällt. Am in Nord-Süd-Richtung verlaufenden Mittelweg steht eine kleine 1888 eingeweihte Friedhofskapelle. Sie besteht aus gelben unverputzten Klinkern und folgt dem historisierenden Rundbogenstil. Das Innere ist von Norden her über eine breite steinerne Treppe erreichbar. Auf der Südseite befand sich anfangs die Abschiedshalle, in der die Angehörigen eines Verstorbenen vor dem Sarg Abschied nehmen konnten. Diese Halle wurde in den späten 1990er Jahren einer anderen Nutzung zugeführt.
Entlang der Ostseite des Friedhofs befindet sich die Friedhofsmauer, an der zahlreiche Familien-Wandbegräbnisse vorhanden und größtenteils gut erhalten sind. Sie wurden ab den 1820er Jahren bis in die 1920er Jahre errichtet.
Südlich der Kapelle am Hauptweg ist das Grabmal des Garde-Füsiliers Albert Neumann (1893–1915) erwähnenswert. An eine Erinnerungsstele aus Sandstein mit Inschrift lehnt sich die Skulptur einer fast lebensgroßen Trauernden an, die als Galvanoplastik ausgeführt ist.
Für die Toten des Zweiten Weltkriegs, die aus Friedrichsfelde stammten oder hier umkamen, wurde 1995 eine Gedenkanlage errichtet. Für die 31 hier beigesetzten Personen ließ die Gemeinde einen schlichten Gedenkstein mit der Inschrift „VATER VERGIB, 8. Mai 1995“ aufstellen. Nicht alle Verstorbenen sind namentlich bekannt.
Auf dem Friedhof sind mehrere Urnen-Bestattungsformen möglich, darunter Urnenreihengräber, anonyme Bestattungen (Urnengemeinschaftsgrabstätte ohne Namensnennung), Steinkreisflächen mit wahlweise einer, zwei oder vier Urnen mit oder ohne Namensnennung (Urnenrundstellen). Seit den späten 2010er Jahren gibt es eine Urnenwand. Auch Erdbestattungen finden statt, aber keine Baumbeisetzungen.

## Nutzung des Kapellenanbaus
Der Anbau an der Südseite der Kapelle, genannt Metropolitankirche, dient der in Berlin ansässigen Rumänisch-Orthodoxen Kirchengemeinde Die Heiligen Kaiser Konstantin und Helena für ihre regelmäßigen Gottesdienste. Die Gemeinde unterhält auch einen Kirchenchor und führt hier Bibelstunden durch. Bei Messen werden eine große Weihwasserschale und Bildnisse der genannten Heiligen im Kirchenraum aufgestellt.